# لز کوست
لز کوست (به فرانسوی: Les Costes) یک کامین در فرانسه است که در Canton of Saint-Bonnet-en-Champsaur واقع شده‌است.

## خصوصیات
لز کوست ۸٫۷۸ کیلومترمربع مساحت و ۱۴۷ نفر جمعیت دارد و ۱٬۱۱۰ متر بالاتر از سطح دریا واقع شده‌است.